# Malaltia infecciosa emergent
Una malaltia infecciosa emergent (MIE) és una malaltia infecciosa la incidència de la qual ha augmentat recentment (en els darrers 20 anys) i podria augmentar en un futur proper. Aquestes malalties no respecten les fronteres nacionals. La minoria capaç de desenvolupar una transmissió eficient entre humans pot convertir-se en grans preocupacions públiques i globals com a possibles causes d'epidèmies o pandèmies. Els seus nombrosos impactes poden ser econòmics i socials, així com clínics.
Les infeccions emergents representen almenys el 12% de tots els patògens humans. Les MIE poden ser causats per microbis identificats recentment, incloses noves espècies o soques de virus (per exemple, nous coronavirus, ebolavirus, VIH). Algunes MIE evolucionen a partir d'un patogen conegut, com passa amb les noves soques de grip. Les MIE també poden resultar de la propagació d'una malaltia existent a una nova població en una regió geogràfica diferent, tal com passa amb els brots de febre del Nil occidental. Algunes malalties conegudes també poden sorgir en zones en transformació ecològica (com en el cas de la malaltia de Lyme). Altres poden experimentar un ressorgiment com a malaltia infecciosa que reapareix, com la tuberculosi (després de la resistència als fàrmacs) o el xarampió. Les infeccions nosocomials (adquirides a l'hospital), com ara Staphylococcus aureus resistent a la meticil·lina, que apareixen als hospitals i són extremadament problemàtiques perquè són resistents a molts antibiòtics. Són cada vegada més preocupants les interaccions sinèrgiques adverses entre malalties emergents i altres afeccions infeccioses i no infeccioses que condueixen al desenvolupament de noves sindèmies.
Moltes MIE són zoonòtiques, derivats de patògens presents en animals, amb només ocasionals transmissions d'espècies creuades a poblacions humanes. Per exemple, la majoria dels virus emergents són zoonòtics (mentre que altres virus nous poden haver circulat per l'espècie sense ser reconeguts, tal com es va produir amb l'hepatitis C).